# 盜月者
《盜月者》（英語：The Moon Thieves）是一部2024年香港劇情片，故事改編自2010年東京天賞堂爆竊案，袁劍偉執導，呂爵安、盧瀚霆、張繼聰及白只領銜主演，並由姜濤特別演出。
該片在香港和日本東京取景拍攝。《盜月者》2024年2月9日在香港上映；亦獲選為第19屆大阪亞洲電影節開幕電影，第15屆金馬奇幻影展特別放映，並入選第42屆布魯塞爾國際奇幻影展。

## 劇情概要
馬文舜（呂爵安飾）鍾情於鐘錶歷史及裝嵌，更對失蹤的登月手錶「Moonwatch」（原型為歐米茄Speedmaster（速霸型））情有獨鍾。以裝嵌「對期錶」為生的文舜，在一次向黑道中人牛榮（張松枝飾）售賣對期錶時，被地下鐘錶黑市老闆「萊寶行」的老大小萊叔（姜濤飾）抓到把柄。萊叔要脅文舜，要文舜為其前往日本東京潛入高級錶行，將即將在一個月後拍賣的三副「畢加索」手錶偷龍轉鳳，再流入黑市轉售。
生性兇殘的「二世祖」小萊叔，為了是次任務，指派了老萊叔的忠實手下「大賊」（張繼聰飾）和「渠王」（白只飾），以及開鎖專家紅姐的兒子李錦佑（盧瀚霆飾），一同前往日本執行任務。但實質上，小萊叔企圖藉此血洗家門，將一眾老臣子滅口剷除。隨着偷錶任務在重重難關下進行，意識到小萊叔真正目的的大賊等人，得要在小萊叔和日本勢力各方面作出行動前自保，而令文舜和錦佑陷入了前所未有的危險之中……

## 演員
| 演員                           | 角色           | 簡要介紹                       | 角色關係 |
| ------------------------------ | -------------- | ------------------------------ | -------- |
| 呂爵安                         | 馬文舜         | 驗收古董手錶及複製古董手錶專家 | 父是權叔 |
| 盧瀚霆                         | 李錦佑         | 開鎖專家                       | 母是紅姐 |
| 張繼聰                         | 大賊           | 行動策劃人                     |          |
| 白只                           | 渠王           | 爆破專家                       |          |
| 姜濤                           | 萊叔           | 萊寶行第二代老闆               |          |
| 袁富華                         | 權叔           | 古董錶收藏家                   |          |
| 郭鋒                           | 八爺           |                                |          |
| 張松枝                         | 牛榮           |                                |          |
| 邵美君                         | 紅姐           |                                | 不適用   |
| 蘇振維                         | 童童           | 郵政局速遞員                   |          |
| 林子傑                         | 阿健           | 萊叔手下                       |          |
| 黎濟銘                         | 阿銘           | 渠王手下（片場爆破組）         |          |
| 朱天                           | Tony哥         | 副導演                         |          |
| 田邊和也                       | 加藤社長       | 日本企業家，Moonwatch持有者    |          |
| 朝井大智                       | 松本           | 加藤社長的助手                 |          |
| 山本修夢                       | 高橋           | 時計物語經理                   |          |
| 結城さなえ                     | 白石小姐       | 日本錶行店員                   |          |
| 笠原竜司                       | 日本黑幫老大   |                                |          |
| 劉若寶                         | 香港新聞記者   |                                |          |
| 艾妮                           | 日本新聞記者   |                                |          |
| 博赫丹·梅斯卡 （Bohdan Myska） | 俄羅斯黑幫大佬 |                                |          |

## 製作
- 2023年3月13日，盧瀚霆及呂爵安啟程前往日本進行拍攝。[4]
- 2023年3月14日，本片在《香港國際影視節展》首次作介紹。[5]
- 2023年3月15日，本片正式在日本開拍。
- 2023年5月1日，本片正式煞科。[6]

## 歌曲
| 曲別   | 歌名           | 作曲   | 作詞 | 編曲   | 演唱者 |
| ------ | -------------- | ------ | ---- | ------ | ------ |
| 片尾曲 | 《心裡有個謎》 | 韋祖堯 | 黃霑 | 韋祖堯 | 羅文   |

## 獎項及提名
| 年份 | 頒獎典禮             | 獎項         | 入圍者                 | 結果 |
| ---- | -------------------- | ------------ | ---------------------- | ---- |
| 2025 | 第43屆香港電影金像獎 | 最佳視覺效果 | 吳家龍、楊起超、張耀豪 | 提名 |

## 外部連結
- 盜月者的Instagram帳戶
- 香港影庫上《盜月者》的資料（繁體中文）
- 豆瓣电影上《盜月者》的資料 （简体中文）
- 时光网上《盜月者》的資料（简体中文）
- 互联网电影数据库（IMDb）上《盜月者》的资料（英文）